# Allamps
Allamps és un municipi francès situat al departament de Meurthe i Mosel·la i a la regió del Gran Est. L'any 2007 tenia 518 habitants.

## Demografia

### Població
El 2007 la població de fet d'Allamps era de 518 persones. Hi havia 196 famílies, de les quals 36 eren unipersonals (16 homes vivint sols i 20 dones vivint soles), 76 parelles sense fills i 84 parelles amb fills.
La població ha evolucionat segons el següent gràfic:
Habitants censats

### Habitatges
El 2007 hi havia 220 habitatges, 197 eren l'habitatge principal de la família, 12 eren segones residències i 11 estaven desocupats. 213 eren cases i 6 eren apartaments. Dels 197 habitatges principals, 162 estaven ocupats pels seus propietaris i 35 estaven llogats i ocupats pels llogaters; 3 tenien una cambra, 2 en tenien dues, 18 en tenien tres, 62 en tenien quatre i 112 en tenien cinc o més. 165 habitatges disposaven pel capbaix d'una plaça de pàrquing. A 75 habitatges hi havia un automòbil i a 97 n'hi havia dos o més.

### Piràmide de població
La piràmide de població per edats i sexe el 2009 era:
| Homes | Edats   | Dones |
| ----- | ------- | ----- |
| 0     | 95 o +  | 0     |
| 0     | 90 a 94 | 4     |
| 0     | 85 a 89 | 0     |
| 8     | 80 a 84 | 4     |
| 4     | 75 a 79 | 8     |
| 4     | 70 a 74 | 12    |
| 8     | 65 a 69 | 8     |
| 20    | 60 a 64 | 20    |
| 8     | 55 a 59 | 12    |
| 4     | 50 a 54 | 8     |
| 36    | 45 a 49 | 12    |
| 32    | 40 a 44 | 36    |
| 12    | 35 a 39 | 16    |
| 0     | 30 a 34 | 16    |
| 28    | 25 a 29 | 24    |
| 8     | 20 a 24 | 0     |
| 16    | 15 a 19 | 24    |
| 32    | 10 a 14 | 32    |
| 20    | 5 a 9   | 16    |
| 4     | 0 a 4   | 16    |

## Economia
El 2007 la població en edat de treballar era de 340 persones, 237 eren actives i 103 eren inactives. De les 237 persones actives 220 estaven ocupades (126 homes i 94 dones) i 17 estaven aturades (8 homes i 9 dones). De les 103 persones inactives 42 estaven jubilades, 28 estaven estudiant i 33 estaven classificades com a «altres inactius».

### Ingressos
El 2009 a Allamps hi havia 195 unitats fiscals que integraven 523 persones, la mediana anual d'ingressos fiscals per persona era de 17.174 €.

### Activitats econòmiques
Dels 11 establiments que hi havia el 2007, 1 era d'una empresa extractiva, 1 d'una empresa alimentària, 1 d'una empresa de fabricació d'altres productes industrials, 1 d'una empresa de construcció, 1 d'una empresa d'hostatgeria i restauració, 1 d'una empresa immobiliària, 1 d'una empresa de serveis, 3 d'entitats de l'administració pública i 1 d'una empresa classificada com a «altres activitats de serveis».
L'únic establiment comercial que hi havia el 2009 era una fleca.
L'any 2000 a Allamps hi havia 4 explotacions agrícoles.

## Equipaments sanitaris i escolars
El 2009 hi havia una escola elemental.

## Poblacions més properes
El següent diagrama mostra les poblacions més properes.